# Pavlos Beligratis
Pavlos Beligratis (griechisch Παύλος Μπελιγράτης, * 16. November 1977 in Athen) ist ein griechischer Beachvolleyballspieler.

## Karriere
Beligratis spielte sein erstes internationales Turnier im Jahr 2000 mit Dimitrios Kelepouris bei den Macau Open und belegte den 49. Rang. Auch bei den weiteren Open-Turnieren gelangen dem Duo in diesem Jahr keine vorderen Platzierungen. 2001 spielte Beligratis mit Thanassis Chatziantoniou, blieb aber auf der World Tour weiterhin erfolglos. Lediglich beim Challenger-Turnier in Xylokastro gelang dem Duo als Neunter ein Top-Ten-Ergebnis. Bei den Vitória Open am Ende des Jahres trat Beligratis erstmals mit seinem neuen Partner Thanassis Michalopoulos an. Das erste Turnier im Jahr 2002 in Berlin beendeten die beiden Griechen auf dem 17. Platz. Später absolvierten sie in Marseille und Klagenfurt ihre ersten Grand Slams. Bei der Europameisterschaft in Basel schieden sie mit zwei Niederlagen gegen die Russen Karassew/Saizew und die Norweger Horrem/Maaseide früh aus. Auf der World Tour 2003 waren zwei 25. Plätze auf Rhodos und Mallorca ihre besten Ergebnisse. Bei der EM 2003 in Alanya mussten sich Beligratis/Michalopoulos als Gruppenletzter der Vorrunde mit 0:6 Sätzen verabschieden. Das gleiche Ergebnis gab es bei der Weltmeisterschaft in Rio de Janeiro. Bei den Open-Turnieren 2004 erzielten sie den 33. Rang in Espinho und viermal den 41. Platz. Als Team des Gastgebers qualifizierten sie sich für das olympische Turnier in Beligratis' Heimatstadt Athen. Das erste Gruppenspiel gegen die Südafrikaner Rorich/Pocock verloren sie erst im Tiebreak; dann folgte ein 0:2 gegen die Portugiesen Maia/Brenha. Vor dem letzten Vorrundenspiel gegen das argentinische Duo Baracetti/Conde mussten sie wegen einer Beinverletzung, die Beligratis bereits im ersten Duell erlitten hatte, aufgeben und schieden so als Gruppenletzte aus. 2005 spielte Beligratis noch drei Open-Turniere mit Georgios Koulieris; das beste Ergebnis war dabei der 41. Rang in Gstaad.